# Tadeusz Gembicki (wojewoda)
Tadeusz Gembicki (ur. 25 czerwca 1929 w Wielgiem, zm. 15 kwietnia 1990) – polski działacz partyjny i państwowy, naczelnik powiatu świeckiego, wicewojewoda (1982–1983) i wojewoda (1983–1990) włocławski.

## Życiorys
Syn Franciszka i Bronisławy. Absolwent zaocznych studiów z ekonomii politycznej w Wyższej Szkole Nauk Społecznych przy KC PZPR. Od 1949 do 1952 działał w Związku Młodzieży Polskiej, od sierpnia 1948 należał do Polskiej Partii Robotniczej, przekształconej w Polską Zjednoczoną Partię Robotniczą. Początkowo działał w Komitecie Powiatowym PZPR w Lipnie m.in. jako pełnomocnik powiatowy Wojewódzkiej Komisji Kontroli Partyjnej w Bydgoszczy. Był wiceprzewodniczącym (1955–1961) i przewodniczącym (1957) Prezydium Powiatowej Rady Narodowej tamże. Kierował Powiatowymi Radami Narodowymi w Sępólnie Krajeńskim (1961–1965) i Świeciu nad Wisłą (1965–1972), od 1973 do 1975 naczelnik powiatu świeckiego. W tych miastach należał także do egzekutywy Komitetów Powiatowych PZPR i kierował Powiatowymi Komitetami Front Jedności Narodu.
W czerwcu 1975 został dyrektorem Wydziału Finansów w nowo utworzonym Urzędzie Wojewódzkim we Włocławku. Wszedł w skład egzekutywy tamtejszego Komitetu Wojewódzkiego PZPR. Następnie od 5 kwietnia 1982 był wicewojewodą, a od 20 stycznia 1983 do 28 lutego 1990 wojewodą włocławskim. Zmarł dwa miesiące po odejściu z tej funkcji.
Pochowany we Włocławku.

## Odznaczenia
W 1955 odznaczony Srebrnym Krzyżem Zasługi za zasługi w pracy zawodowej.